# Världsmästerskapen i skidflygning 1996
Världsmästerskapen i skidflygning 1996 hoppades 11 februari 1996 i Kulm i Bad Mitterndorf, Steiermark, Österrike för tredje gången. Bad Mitterndorf anordnade även mästerskapen åren 1975 och 1986. Efter dessa mästerskap utökades antalet hopp från två till fyra.

## Individuellt
- 11 februari 1996

| Medalj | Hoppare                        | Poäng |
| Guld   | Andreas Goldberger (Österrike) | 738.1 |
| Silver | Janne Ahonen (Finland)         | 734.2 |
| Brons  | Urban Franc (Slovenien)        | 701.7 |

## Medaljligan
| Rank | Nation    | Guld | Silver | Brons | Totalt |
| ---- | --------- | ---- | ------ | ----- | ------ |
| 1    | Österrike | 1    | 0      | 0     | 1      |
| 2    | Finland   | 0    | 1      | 0     | 1      |
| 3    | Slovenien | 0    | 0      | 1     | 1      |